# Théorie sociale cognitive
La théorie sociale cognitive (TSC, ou SCT en anglais), ou théorie sociocognitive, utilisée en psychologie, éducation et communication, pose qu'en partie l'acquisition de connaissances d'un individu peut être directement liée à l'observation d'autrui dans le cadre des interactions sociales, des expériences, et en dehors de l'influence des médias. 
Cette théorie a été formalisée par le psychologue canadien Albert Bandura. Originellement, Bandura a appelé ce champ théorique la théorie de l'apprentissage social. Il a modifié cette appellation en 1986 dans son ouvrage Social Foundations of Thought and Action (Fondements sociaux de la pensée et de l'action (ouvrage) (en)).   
Il a modifié le nom de la théorie pour plusieurs raisons. D'une part, d'autres "théories de l'apprentissage social" étaient publiées, ce qui prêtait à confusion. D'autre part, son approche théorique a dépassé le cadre de l'apprentissage pour s'intéresser aux aspects cognitifs influencés par l'environnement : la motivation, la régulation de soi et de ses comportements, et la création de systèmes sociaux pour organiser et structurer leur vie.  

## Déterminants importants
Si les individus planifiaient seulement leurs comportements sur la base des informations disponibles sur l’environnement sans être influencés par les résultats de leurs propres actions, ils ne pourraient survivre longtemps.  
Les individus intègrent diverses informations provenant de plusieurs séquences d’évènements s’étant produits sur de longues plages temporelles, ainsi le comportement est réglé par ses conséquences, tendant à augmenter ou diminuer la probabilité d'occurrence du comportement.

### Renforcement externe
Il réside en des sollicitations extérieures permettant un renversement psychologique de l’attitude, à usage thérapeutique. Le renforcement externe peut lutter contre les comportements déviants, cette méthode fut expérimentée en 1964 en école primaire de sorte à mener des enfants ayant tendance à s’exclure à la sociabilité.
Les facteurs de motivation extrinsèques et intrinsèques.

### Renforcement vicariant
Les individus profitent tant des erreurs des autres que des leurs pour améliorer leurs schémas neuronaux, le feedback est ici visuel. Généralement, Albert Bandura relève que l’individu qui constate la réussite régulière d’un de ses semblables augmente la tendance à se comporter de façon analogue. Inversement, voir une conduite punie fait décroitre la tendance à reproduire ce comportement.
- Fonction informative : le même comportement peut avoir des conséquences notables en fonction de l’environnement dans lequel il est effectué. Par l’observation d’autrui, l’individu est en mesure de situer son action sur le continuum ayant pour extrémités le mal et le bien.
- Fonction motivationnelle : constater que l’action est valorisée par une figure de référence qui peut servir de motivateur en installant des attentes de renforcement positif chez les observateurs.
- Fonction d’apprentissage émotionnel : les peurs et les inhibitions peuvent être réduites de même qu’acquises en observant les conséquences et les réponses des figures de référence.
- Fonction d’évaluation : le comportement est déterminé par les valeurs de l’individu. Les valeurs préexistent de par la vie passée de l’individu mais peuvent être modifiées. Dans certaines circonstances sociales, la punition est valorisée, contribuant à augmenter le statut social de l’individu.

### Autorenforcement
Le comportement est contrôlé par les sources personnelles et extérieures d’influence. L’autorenforcement intervient souvent en l’absence de renforcement externe immédiat.
Certaines personnes seraient de tels censeurs de leurs propres actes qu’ils paralyseraient ainsi leurs propres travaux, « leurs propres efforts d’écriture » d’après Bandura.

## Applications
Parmi les applications de la théorie sociale cognitive, on trouve des travaux basés sur le concept d'auto-efficacité que Bandura a défini, en particulier des travaux de Compeau et Higgins, sur l'effet de l'auto-efficacité technologique sur l'apprentissage et l'appropriation des outils numériques.